# Regulatorgen
Als Regulatorgen wird in der Genetik ein Gen bezeichnet, welches die Genexpression steuert. Dazu gehören Gene für Aktivatoren oder für Repressoren. Im Gegensatz zu Regulatorgenen codieren Strukturgene für Enzyme und Strukturproteine.
Ein Regulatorgen codiert entweder für einen aktiven Repressor, der erst bei Anwesenheit eines bestimmten Substrats (Induktor) inaktiv wird, wie z. B. beim Lactose-Operon, oder es codiert für einen inaktiven Repressor, der erst bei Anwesenheit eines bestimmten Produkts aktiv wird, wie z. B. beim Tryptophan-Operon. Ein Beispiel für einen Aktivator ist das Catabolite Activator Protein bei der Katabolitrepression.